# Louis-Georges Niels
Louis-Georges Niels, noto George (Bruxelles, 2 maggio 1919 – Miami, 16 febbraio 2000) è stato un bobbista belga, medaglia d'argento olimpica nel bob a quattro a Sankt Moritz 1948.

## Biografia
Attivo nella seconda metà degli anni quaranta, ha gareggiato nel ruolo di frenatore per la squadra nazionale belga.
Ha partecipato ai Giochi olimpici invernali di Sankt Moritz 1948, concludendo al decimo posto nel bob a due e conquistando la medaglia d'argento nel bob a quattro con i compagni Max Houben, Jacques Mouvet e Freddy Mansveld.

## Palmarès

### Olimpiadi
- 1 medaglia:
  - 1 argento (bob a quattro a Sankt Moritz 1948).